# Alice Robinson
Alice Robinson, född 1 december 2001, är en nyzeeländsk alpin skidåkare som debuterade i världscupen den 6 januari 2018 i Kranjska Gora i Slovenien. Hennes första pallplats i världscupen kom när hon slutade tvåa i tävlingen i storslalom den 17 mars 2019 i Soldeu i Andorra. Detta var Nya Zeelands första pallplats i världscupen sedan 2002.
Hennes andra pallplats och tillika första seger i den alpina världscupen kom i storslalomtävlingen i österrikiska Sölden den 26 oktober 2019, när hon besegrade Mikaela Shiffrin med 6 hundradelar.
Robinson deltog vid Olympiska vinterspelen 2018 och vann guld i storslalom vid Juniorvärldsmästerskapen i alpin skidsport 2019.